# Jeff Wayne's Musical Version of The War of the Worlds
Jeff Wayne's Musical Version of The War of the Worlds (en español: Versión musical de Jeff Wayne de La guerra de los mundos) es un álbum conceptual producido por Jeff Wayne lanzado a la venta en 1978. El álbum adapta la historia de la novela de ciencia ficción La guerra de los mundos, de H. G. Wells.
Desde que fue lanzado en 1978, este se ha convertido en el álbum independiente más vendido de la historiay es considerada como una de las obras musicales más innovadoras y vendidas de todos los tiempos.

## Acerca del álbum
En las voces principales del álbum están Richard Burton como el narrador-protagonista, Justin Hayward (de los Moody Blues), Phil Lynott (de Thin Lizzy), Julie Covington, David Essex y Chris Thompson.
"Forever Autumn", "The Eve of The War", "Thunder Child" y "The Spirit of Man" son las canciones más populares del álbum. "Forever Autumn" fue un Top 5 en el Reino Unido, cantado por Justin Hayward.
La mayoría de las letras de las canciones del álbum fueron escritas por Gary Osborne y Paul Vigrass colaboró en la letra de "Forever Autumn".
El grito de guerra marciano, ¡UUUUULLLLAAAAA!, es constantemente repetido durante todo el álbum.
El álbum oficial viene con una serie de pinturas hechas por Peter Goodfellow, Geoff Taylor y Michael Trim que ayudaron a ilustrar la historia de principio a fin.
De este álbum se extrajeron varios singles:
| N.º | Título                             | Duración |  |
| 1.  | «The Eve of the War (single edit)» | 4:30     |  |
| 2.  | «The Red Weed»                     | 6:06     |  |
| 3.  | «Forever Autumn»                   | 4:07     |  |
| 4.  | «The Fighting Machine»             | 4:25     |  |
| 5.  | «Horsell Common and the Heat Ray»  | 3:38     |  |
| 6.  | «Dead London»                      | 5:25     |  |

## Sinopsis
La trama, un poco diferente a la del libro, es la siguiente:
La Víspera de la Guerra:
El Narrador comienza con la famosa cita de H.G. Wells. El 12 de agosto se ve una explosión verde en Marte, mientras el narrador observa el planeta en el telescopio de un observatorio astronómico junto con el astrónomo Ogilvy, se produce otra explosión; se acercan dos objetos cilíndricos. El astrónomo Ogilvy le asegura que no puede haber nada vivo en esos proyectiles La probabilidad de que haya algo vivo que venga de Marte es una entre un millón.
Finalmente el cilindro cae en el campo comunal de Horsell y comienza a desenroscarse. El narrador se sorprende de que la gente no notara nada extraño en ese día.
El Campo de Horsell y El Rayo de Fuego:
Al día siguiente la gente se siente atraída hacia el cráter del Cilindro. Cuando la tapa de éste cae al suelo, aparece un marciano, su cuerpo es como el de un pulpo gigante mientras late y babea. Con cuidado, unos hombres se acercan al cráter, un embudo se levanta y los hombres son incinerados por un rayo. Más tarde, ese mismo día, dos compañías de soldados llegan al parque y forman un cordón con artillería alrededor del cráter. El narrador regresa a su casa y se queda dormido, mientras en el cielo se ve una luz verdosa; el segundo cilindro.
El Artillero y la Máquina de Guerra:
Por la noche, el narrador escucha que alguien intenta entrar a su casa, se da cuenta de que es un joven artillero manchado de tierra y sangre, quien le cuenta que fueron vencidos por una máquina de guerra. El narrador le pregunta por el segundo cilindro y el artillero le dice que parecía ir hacia Londres. El narrador se sorprende al oír eso, ya que su esposa y su padre están en Londres. El artillero y el narrador salen de la casa y llegan a una taberna en Byfleet, creyendo que todos han muerto. Cuando el narrador ve seis cañones de artillería listos, corren hacia Weybridge, donde aparecen cuatro máquinas de guerra de metal brillante. Una quinta máquina aparece en el horizonte. Los cañones disparan, decapitando una de las máquinas y el rayo ataca al pueblo. La gente corre, el artillero los sigue pero el narrador se arroja al río y la máquina destruida cae a su lado. Mientras los marcianos lanzan su grito de guerra ante la gente: ULLA. El narrador se acerca a la orilla del río y casi es aplastado por una de las máquinas de guerra, mientras se da cuenta de que sobrevivió de milagro.
Otoño para siempre:
El narrador continúa su camino a Londres y, cuando llega a la casa de su suegro, su esposa Carrie y su padre se han ido. Entonces se entristece, mientras ve a más y más gente sumándose a la penosa marcha de huida: madres agotadas, niños llorando, ricos al lado de pobres, caballos cubiertos de sudor, soldados corriendo, escapando. Llegan los marcianos a Londres. El fuego y el pánico se esparce de casa en casa, de calle en calle. El Big Ben es destruido. Finalmente, el narrador se dirige al mar, donde ve un barco, su única esperanza de salvarse, pero está completamente lleno. Contempla con envidia a los que ya están a salvo a bordo cuando, entre ellos, ve a su esposa, quien, al verlo, hace todo para bajarse del barco, aunque la rampa ya está levantada y el barco se marcha.
ThunderChild:
Cuando el barco se marcha, aparecen en el mar cuatro máquinas de guerra. Desde la costa la gente observa un barco, el Thunder Child, que con un ruido feroz se dirige a toda máquina hacia los marcianos.
El barco destruye una máquina, provocando una incontenible euforia en el público que grita Vamos Thunderchild!. Creyendo cerca la victoria, los marcianos sueltan su venenoso humo negro. El barco dispara sus cañones. Inmediatamente, las otras tres máquinas usan sus rayos, derritiendo la frágil embarcación. Lentamente, el barco desaparece en el mar, borrando toda esperanza de victoria a la humanidad. Comienzan a caer más cilindros y el narrador se da cuenta de que no hay nada ni nadie que pueda vencer a los invasores: la Tierra pertenece a los marcianos.
La maleza roja (Parte 1):
El narrador despierta rodeado de hierba roja, una planta marciana que le da su color rojizo a Marte. Así como los humanos habían cedido ante los marcianos, la Tierra ha sucumbido a la hierba roja. Donde hay agua, la hierba crece con espantosa rapidez. El narrador explora un lugar al sureste de Londres donde, entre las ruinas de una iglesia, encuentra un cuerpo, el del párroco, y decide enterrarlo, ya que no quiere dejarlo a merced de la hierba roja. Se oye un grito de mujer y el párroco abre los ojos.
El Espíritu del Hombre:
La mujer es la esposa de Nathaniel, el párroco. Éste se encuentra en un estado de enojo y shock al creer que los marcianos son demonios enviados por Satanás para destruir el mundo. Su mujer, Beth, intenta hacerlo entrar en razón, cuando el narrador interrumpe para avisarles que tienen que irse. Beth le dice que vio una casa todavía en pie y se esconden en ella.
Beth y Nathaniel siguen discutiendo mientras una máquina de guerra suelta humo negro. Beth le promete a su marido que todo saldrá bien y que los marcianos morirán. De pronto un cilindro pasa sobre la casa y hace que se derrumbe, matando a Beth. Nathaniel se lamenta al verla muerta. Después de unos días, ven una nueva máquina marciana con enormes brazos metálicos, la máquina de trabajo, y a varias personas corriendo a través del campo. La máquina las agarra con facilidad y las mete en una cesta a su espalda. Ven como comen los marcianos, en la cabina de su nueva máquina, extraen la sangre fresca de cuerpos humanos y se la inyectan. El párroco se siente perturbado por todo lo que ha visto y, cuando grita en voz alta su arrepentimiento, el narrador lo golpea dejándolo inconsciente. Finalmente, Nathaniel es capturado por los marcianos y el narrador apenas puede evitar la misma suerte.
La maleza roja (Parte 2):
El narrador sale de la casa y se siente aliviado de ver que los marcianos se han ido. El calor y la luz del sol le dan esperanza. En su camino de regreso a Londres pasa por pueblos en ruinas, desolados y desiertos. El ser humano ha sido vencido por seres compuestos únicamente de cerebro. Seres que han eliminado las bacterias en su planeta, nunca duermen, nunca se cansan, nunca sufren. De repente, aparece un sujeto entre unos arbustos, y le dice al narrador que se marche, ya que es su territorio. Es el artillero, y no tardan en reconocerse. El narrador le dice que no pueden dejar de luchar y el artillero está de acuerdo, pero no contra los marcianos, sino para sobrevivir.
Un Mundo Nuevo y Feliz:
El artillero comenta su plan al narrador: vivir en las cloacas de Inglaterra, construir casas, hacer de todo, y que los hombres como el narrador enseñen a los niños, pero no poesía ni tonterías, sino ¡ciencia! Para que todo funcione bien, construirán aldeas, pueblos y hasta jugarán al cricket y puede que incluso atrapen alguna máquina de guerra. Aprenderán a construirlas y a usar el rayo y, finalmente, el hombre estará otra vez a la cabeza.
El artillero le dice que ya ha comenzado y le hace seguirlo al sótano de una casa, le enseña un pequeño hoyo. El narrador se da cuenta de que entre los sueños y los hechos del artillero hay un abismo. El artillero le invita a tomar champaña y a jugar póker.
Mientras juegan, el narrador ve en el horizonte máquinas de guerra, la hierba roja y el mundo en llamas. Se siente un traidor y deja al soñador.
Londres Muerto:
El narrador llega a Londres, encontrándolo desolado y lleno de muertos cubiertos por polvo negro. Nada se mueve, las casas están abandonadas, la gente ha vaciado las tiendas de comida y bebida, por las calles hay tiradas joyas, cadenas de oro, diamantes, que ya no tienen valor. De pronto se oye un grito desesperado. Creyendo que las casas están llorando, el narrador se siente culpable y abandonado: ¿que hacía solo en esta ciudad de muerte?, siempre atraído hacia el grito: Ullaaa!!. A través de los árboles de Primrose Hill, el narrador ve la máquina de guerra que grita, acompañada por otra máquina. El grito se detiene bruscamente. En ese momento, la soledad se le hace insoportable. Ve que todo ha terminado. El narrador levanta la vista, viendo una tercera máquina, y se le ocurre una idea de locura: terminar con todo, dar su vida a los marcianos. Empieza a correr hacia el monstruo y ve con gran alegría que hay cientos de pájaros negros picoteando y mordiendo algo rojo y húmedo que cuelga de la cabina. Después de todos los inútiles esfuerzos del hombre, lo que realmente acaba con los marcianos es lo más humilde de la Tierra: las bacterias.
Epílogo (Parte 1):
El tormento había terminado. La gente que se había escondido por todo el país muerta de hambre. Los miles que habían huido a través del mar, incluyendo a Carrie, se habían salvado. El pulso de la vida volvería a latir de nuevo, más fuerte que nunca.
Hoy todo parece normal, pero puede ser que esta paz no sea verdadera, siempre está abierta la posibilidad de otro ataque de Marte, tal vez aprendieron de sus errores y en este momento estén preparando su regreso. Quizás el futuro no sea nuestro, sino de los marcianos
Epílogo (Parte 2):
Años 70: Por fin llegan las sondas humanas a Marte, la Nasa, en Pasadena y en Bermudas, transmite por televisión las sorprendentes imágenes (que no son vistas) del planeta Marte, cuando, de pronto, se corta comunicación con una de las sondas. Mientras investigan, la segunda sonda se pierde. Pasadena pierde contacto con Bermudas, Houston, y con las estaciones de seguimiento. De repente, se observa una llamarada verde que viene de Marte y también se corta el contacto con Pasadena.

## Otras versiones del álbum
Para promover el lanzamiento del álbum original, una versión acortada del mismo que contiene "ediciones de radio" fue distribuido por las radio estaciones. Se añadieron introducciones y finales especiales, porque no había sido escrito para ser transmitido por la radio. Tuvo tanto éxito que, en 1997, Sony Music decidió sacarlo al mercado con el nombre de Highlights from Jeff Wayne's Musical Version of The War of the Worlds.
Dos versiones del álbum en español fueron lanzadas al mercado en 1978, una protagonizada por Anthony Quinn en el papel del periodista, para el mercado latinoamericano. La otra, editada en España por CBS con el número de catálogo S-96003, con Teófilo Martínez poniendo voz al narrador/protagonista, Luis Varela actuando como el Artillero, Daniel Dicenta como el párroco Nathaniel y Marisa Marco en el papel de Beth.
En el año 2000, una colección de remixes de canciones del álbum (junto con otras del videojuego) fue lanzada al mercado como un álbum de dos discos llamado: ULLAdubULLA The Remix Album.
Tiempo después, ya que el ULLAdubULLA original era muy corto, fue lanzado en 2005 otro álbum: ULLAdubULLA II.